# ガルガッロ
ガルガッロ（伊: Gargallo）は、イタリア共和国ピエモンテ州ノヴァーラ県にある、人口約1,800人の基礎自治体（コムーネ）。

## 地理

### 位置・広がり
| 隣接するコムーネは以下の通り。括弧内のVCはヴェルチェッリ県所属を示す。 - ボルゴマネーロ - ゴッツァーノ - マッジョーラ - ソリーゾ - ヴァルドゥッジャ (VC) |

## 行政

### 分離集落
ガルガッロには、以下の分離集落（フラツィオーネ）がある。
- Motto, Valletta, Selma